# Callicostella scabriuscula
Callicostella scabriuscula là một loài rêu trong họ Pilotrichaceae. Loài này được (Müll. Hal.) A. Jaeger mô tả khoa học đầu tiên năm 1877.